# Kemer (Burdur)
Kemer ist ein Landkreis und eine Kreisstadt in der türkischen Provinz Burdur. Die Stadt liegt zentral im Kreis, etwa 45 km südwestlich von der Provinzhauptstadt am Westhang des Gebirges Katrancık Dağı an einem Nebenfluss des Evren Çayı, der etwa 35 km nördlich in den Burdur Gölü mündet. Das Rahat-Gebirge (Rahat dağları) trennt Kemer vom Landkreis Korkuteli (Provinz Antalya). Kemer wurde 1956 zur Belde/Belediye erhoben.

## Landkreis
Der Landkreis liegt im südlichen Zentrum der Provinz. Er grenzt im Westen an die Kreise Tefenni und Karamanlı, im Norden an den zentralen Landkreis Burdur, im Osten an den Kreis Bucak und im Süden an die Provinz Antalya (Kreis Korkuteli).
Der Kreis wurde am 4. Juli 1987 durch Abspaltung vom (jetz nördlich gelegenen) zentralen Landkreis Burdur gebildet (Gesetz Nr. 3392 vom 19. Juni 1987). Der Kreis hat die geringste Bevölkerungsdichte der Provinz. Er besteht neben der Kreisstadt noch aus sieben Dörfern (Köy) mit durchschnittlich 230 Bewohnern (dem niedrigsten Durchschnitt in der Provinz). Belenli mit 408 Einwohnern ist das größte Dorf. Die Alphabetisierungsrate liegt bei 99 Prozent.